# Читаоница карановачка
Читаоница Карановачка јесте читаоница (читалиште) које постоји од 1869. године. Основана је у вароши Карановац, у истоименом срезу, данашње Краљево.

## Оснивање и рад Читаонице
Период оснивања и рада читалишта у Србији се везује за период од четрдесетих година 19. века који је трајао осам деценија. Сматра се да је постојало најмање 79 читалишта која су деловала у Србији, међу којима је била и Читаоница карановачка, и још 60 на територији данашње Војводине.

На основу различите архивске документације и пронађених одступања, година оснивања Читаонице се не може тачно утврдити. Постоје писани документи који сведоче о постојању читаонице у Карановцу 1869. године. Један од сачуваних докумената јесте молба начелника округа чачанског И. Коцића са датумом на 1. мај 1873. упућена министру просвете и црквених дела, која наводи да је варошка читаоница успостављена 1869. године. Том молбом се првенствено захтевало одобрење правила читаонице – ускоро молба бива прослеђена министарству унутрашњих дела. Из акта министарства Начелству округа чачанског, од 30. маја 1873
. године, може се видети да су правила за рад читаонице одобрена. Извештај управитеља Читаонице од 6. маја 1875. године потврђује да читаоница имала 50 чланова са обавезама плаћања годишњег улога у износу од 40 гроша, али и да је основана 1868. године.
Средства која су добијана од грађана нису представљала једини извор средстава за  Читаоницу. Осим што су се средства усмеравала ка организацији рада и издржавање саме Читаонице, вршене су претплате за осам тадашњих новина. Читаоница је организовала вечерње забаве и беседе, наступе певачких удружења и хорова, преко којих је такође прикупљала значајна средства која су одржавала читаоницу. Ово се такође може сазнати из Извештаја, као и приказ пословања и инвентар Читаонице.
Архиви и архивска документација представљају драгоцен извор информација – рукописни документи нам пружају увид у набавку и увид у опрему које читаоница поседовала попут (столова, столице, лампе, чираци, фуруна, огрев) као и да је једном приликом, између 1874. и 1876. године, Читаоницу посетио књаз Милан који је даровао средства и омогућио Читаоници да се одржи до првог рата, што се сазнаје из извештаја председника Општинског суда карановачког.

## Ратови и читаонице
Како су уследили српско-турски ратови, читаоница је била приморана да оконча свој рад и до даљег срез карановачки није имао читаоницу. Општина и грађани су отворили 1. јануара 1881. године Општинску читаоницу, у школском издању, која је у периоду од 1881. до 1909. године попуњавала свој књижни фонд и водила сопствене расходе и приходе. Балкански ратови и Први светски рат поново прекидају рад – зграда је претворена у касарну, књиге су уништене, након чега Читаоница није била обнављана.

## Фонд периодике
Једна од одлика читалишта била је преовладавање периодичне публикације. Осим појединости о пословању и инветару Читаонице, из Извештаја сазнајемо и о листовима на које је Читаоница бивала претплаћена. 

### Читаоница
Док је Читаоница пословала под именом Читаоница Карановачка, вршила је претплату на укупно осам листова:.
- Будућност
- Видовдан
- Глас јавности
- Домишљан
- Рад
- Тежак (новине)
- Видело
- Нови век

### Општинска Читаоница
Са оснивањем Општинске читаонице и поновног састављања библиотеке, било је потребно претплатити се на нове листове. Фонд Општинске читаонице је располагао са 12 домаћих листова, касније са додаткомм немачких и бугарских:
- Српске новине
- Исток
- Видело
- Нови век
- Самоуправа
- Побратимство
- Стармали
- Српска зора
- Марица
- Глас Црногорца
- Сељак
- Застава

## Народна библиотека
Након Другог светског рата 1945. године, основана је Народна читаоница која се врло брзо мења у Народну библиотеку. У наредне три деценије Библиотека није имала стални простор за рад ни услове за своју делатност. Пре него што је изграђена зграда данашње библиотеке, после Другог светског рата су се читаонице налазиле у оквиру кафана, затим у хотелима попут „Париз“, „Национал“, у Дому друштвених организација, све до 1973. када је смештена у зграду која се налази у центру града, где данас обавља своју делатност. Новембра 1990. године Библиотека добија назив – Народна библиотека Радослав Веснић, чиме је одано признање знаменитом Краљевчанину, књижевнику и позоришном редитељу Радославу Веснићу. Од 2001. године Библиотека носи име - Народна библиотека "Стефан Првовенчани" Краљево. Библиотека је матична за подручје рашког округа. Носи епитет једне од најбољих библиотека у Србији, захваљујући фонду који броји преко 185 хиљада монографских публикација, богатим фондом периодике и мноштву програма књижевног и едукативног карактера за децу и одрасле. 

## Читалиште или читаоница
У литератури се често наилази на термине читалиште и читаоница означавајући исту институцију. Термин читалиште се употребљава највише у Србији 19. веку, као и у Македонији, а термин читаоница у другим земљама бивше Југославије. Постоје изузеци, као што је случај са карановачком читаоницом. Са оснивањем Србског читалишта у Београду, термин читалиште се устаљује, све до 1866. године, до оснивања читаонице у Зајечару, када се први пут употребљава термин читаоница, када и Србско читалиште у Београду 1867. мења назив у Београдска читаоница.